# Сидоренко Анатолій Олександрович
Анатолій Олександрович Сидоренко (нар. 17 березня 1993, м. Харків) — український адвокат, військовий, учасник війни на сході України та повномасштабної війни Росії проти України. Засновник руху «Східний корпус», засновник та командир загону СпД Сил спеціальних операцій (ССО) АЗОВ Харків, з 2023 — заступник командира 97 ОМБ 60 ОМБр.

## Життєпис
Народився в Харкові. Освіту отримав у Харківському інституті управління на факультеті фінансів і кредиту, а також у Харківському національному університеті внутрішніх справ (спеціальність «Право», кваліфікація «Юрист»).
З 2011 по 2012 рік проходив строкову службу в 95 окремій десантно-штурмовій бригаді в Збройних Силах України.
Брав участь у Революції гідності.
Анатолій Сидоренко — активний учасник антитерористичної операції (АТО) та операції об'єднаних сил (ООС) на сході України. З початком збройного конфлікту в Донбасі, в 20 років Сидоренко відгукнувся на заклик підтримати Україну, приїхавши у Слов'янськ як волонтер на початку його окупації. Доєднався до лав батальйону Кульчицького, був кулеметником. В липні 2014 року брав участь у звільненні Слов'янська.
У листопаді 2014 року на основі наказу голови МВС Арсена Авакова про створення Спецпідрозділів охорони громадського порядку в Україні було сформовано роту особливого призначення «Східний корпус». Одноіменну роту було сформовано на основі громадського руху «Східний корпус», який було створено ще на початку збройної агресії Російської Федерації проти України у лютому-березні 2014 р. Анатолій Сидоренко став співзасновником об'єднання громадян, які ставили своєю метою протистояння сепаратизму у Харкові та допомогу військовим української армії. Основну частину організації на той час склали члени організації «Патріот України» та фанати харківського футбольного клубу «Металіст».
У складі «Східного корпусу» Сидоренко брав участь у численних операціях, зокрема у Широкинській операції.
З 2015 по 2016 рік служив за контрактом у лавах Національної Гвардії України (12-та бригада спеціального призначення «Азов»).
З 2016 по 2018 рік на громадських засадах працював радником міського голови Харкова з питань АТО. Одним з проектів, реалізованих Анатолієм Сидоренком, стала «Алея слави» у Харкові — меморіал, відкритий на честь воїнів, які загинули у зоні АТО.
У травні 2022 року під час повномасштабного вторгнення Росії на територію України очолив загін СпД ССО «АЗОВ-Харків», який увійшов до складу Збройних Сил України. Підрозділ складається виключно з добровольців, його бійці виконують диверсійно-розвідувальні завдання.
Деякі публічно доступні матеріали спецоперацій, виконаних підрозділом під командуванням Анатолія Сидоренка:
- У селищі Варва́рівка, Вовчанського району, Харківської області — знищено три легкових автомобілі особового складу, 7 одиниць БМП-2, 2 танки Т-72Б3 та 37 ворожих загарбників.[5]
- У тилу ворога близ російських кордонів — в результаті операції знищено 7 вантажівок з БК та 2 автомобілі охорони.[6]
- У східній частині селища Тернова, Харківської області — під час операції бійцями СпД ССО АЗОВ Харків було знищено 2 автомобілі, 2 БМП, Контрольно-спостережний пункт, склад з БК 7 одиниць живої сили противника.[7]
- У селищі Тернова, Харківської області — бійцями СпД ССО АЗОВ Харків було знищено склад з боєкомплектами та 38 одиниць живої сили противника.[8]
- Бійці СпД ССО АЗОВ Харків разом із 14-ю ОМБр імені князя Романа Великого провели контрнаступальну операцію на Харківському напрямку — у результаті роботи: ворожа тактична група складом із 30 осіб — переважна більшість двохсоті та декілька трьохсотих. Окрім того знищено танк, БМП та склад з БК.[9]

Після деокупації Харківської області та боїв за Бахмут СпД ССО АЗОВ Харків збільшився і став 97-мим окремим механізованим батальйоном 60 ОМБр (з 21 серпня 2023), де Анатолій Сидоренко став заступником командира батальйону. Його роль включає координацію бойових дій, організацію оборони та управління контрнаступальними операціями на Донецькому напрямку. Наразі батальйон під його керівництвом продовжує здійснювати наступальну та оборонну діяльність, що сприяє знищенню значної кількості ворожої техніки та живої сили.
25 жовтня 2024 — захистив дисертацію по праву в Національному юридичному університеті імені Ярослава Мудрого та отримав науковий ступінь «Доктор філософії». Тема дисертації — «Соціальний захист членів сімей військовослужбовців».

## Нагороди та відзнаки
- Медаль «За оборону рідної Держави»;
- Медаль «Захисникам вітчизни»;
- Медаль «За незламність духу»;
- Орден «За мужність та професіоналізм»;
- Почесна грамота Харківської обласної державної адміністрації;
- Відзнака Міністерства оборони України «Вогнепальна зброя» за визначні заслуги в забезпеченні обороноздатності України, зміцненні національної безпеки, бездоганну військову службу, зразкове виконання військового обов'язку під час збройної агресії російської федерації проти України та виявлені при цьому високий професіоналізм, честь і доблесть;
- Медаль Православної Церкви України «За жертовність і любов до України»;
- Орден Святого Архістратига Михаїла ІІ ступеня (23.07.2020) та І ступеня (30.11.2022);
- Пам'ятна медаль «ЗА ОБОРОНУ МІСТА-ГЕРОЯ ХАРКОВА»;
- Почесна відзнака Департаменту контррозвідки Служби безпеки України;
- Орден Богдана Хмельницького ІІІ ступеня (2023)[11];
- Орден святого рівноапостольного князя Володимира III ступеня;
- Пам'ятний знак Служби безпеки України «ХРЕСТ ДОБЛЕСТІ» ІІ ступеня;
- Орден святого рівноапостольного князя Володимира II ступеня (12.09.2024);
- Почесний нагрудний знак Головнокомандувача ЗСУ «Срібний хрест» (11.10.2024).